# ارگیس کاچه
ارگیس کاچه (آلبانیایی: Ergys Kaçe؛ زادهٔ ۸ ژوئیهٔ ۱۹۹۳) بازیکن فوتبال اهل آلبانی است.
از باشگاه‌هایی که در آن بازی کرده‌است می‌توان به باشگاه فوتبال ویکتوریا پلزن، باشگاه فوتبال پائوک، باشگاه فوتبال پارتیزانی تیرانا، باشگاه فوتبال پانه‌وژیس، باشگاه فوتبال پاناتینایکوس، باشگاه فوتبال لاریسا، باشگاه فوتبال ویرا، و باشگاه فوتبال آریس سالونیک اشاره کرد.
وی همچنین در تیم‌های ملی فوتبال زیر ۲۱ سال آلبانی و آلبانی بازی کرده‌است.